# GiRLS SPiRiT
「GiRLS SPiRiT」（ガールズ スピリット）は、miniの2枚目のシングル。2010年9月1日にcutting edgeより発売。

## 概要
- miniの2枚目のシングル。
- 初回生産限定盤は、「GiRLS SPiRiT」のミュージック・ビデオが収録されたDVDが付属している。
- ジャケットで着けている手袋は、「こんなのがほしい」と言って作ってもらったものである。[2]

## 収録曲
1. GiRLS SPiRiT (4:12)
  - 作詞:mini、nishi-ken、JIN　作曲:nishi-ken、KENSUKE、JIN
  - テレビ朝日プロマーシャルタイアップソング。(ハーゲンダッツ、FUJIFIRM、レコチョク)
2. Dear Friend
  - 作詞:mini、nishi-ken　作曲:nishi-ken
3. Baby baBy
  - 作詞:mini、nishi-ken　作曲:nishi-ken